# Sani Kaita
Sani Haruna Kaita (Kano, 2 de maio de 1986) é um ex-futebolista nigeriano que atuava como meio-campista defensivo.

## Carreira
Kaita começou sua carreira profissional em 2005, no Kano Pillars. Se mudou para os Países Baixos no mesmo ano para atuar no Sparta Roterdã. Saiu da equipe em setembro de 2008, ingressando no time francês do Monaco.
Sem espaço no time do principal, Kaita foi emprestado ao Kubań Krasnodar de janeiro até dezembro de 2009.. Em agosto, assinou com o Lokomotiv Moscou, sendo emprestado pelo Mônaco até dezembro. Em fevereiro de 2010, foi emprestado ao Alania Vladikavkaz. Em 31 de maio de 2010, o Futbolniy Klub Metalist contratou Kaita por empréstimo. No último dia da janela de transferências de inverno de 2011, Kaita foi para o Iraklis da Superliga Grega por um contrato de empréstimo de seis meses.
Retornou a treinar na Nigéria, em abril de 2014, com o Enyimba. Em 7 de maio, estreou contra o Sharks FC e passou três meses emprestado no time do Aba. O empréstimo fez parte da iniciativa de elite da liga nigeriana para profissionais estrangeiros. Ele assinou com o Ifeanyi Ubah na primeira divisão nigeriana para a temporada de 2015, mas jogou apenas algumas partidas pelo time.
Em 2016, ele foi jogar com o clube finlandês, JS Hercules, cujo técnico era o mesmo que o da seleção nigeriana quando ele ainda era convocado, Daniel Amokachi.
Para a temporada de 2017, Kaita assinou um time da Veikkausliiga, Rovaniemen Palloseura, estreando em 28 de janeiro de 2017, com uma vitória por 3 a 0 contra HauPa, na Suomen Cup. Ele marcou seu primeiro gol, em 22 de abril, contra o Ilves Tampere aos 79 minutos, após substituir o capitão do time, Antti Okkonen, que havia sido lesionado. No final do ano, ele foi dispensado após jogar esporadicamente na segunda metade da temporada. Após a temporada, sua contratação foi publicamente considerada ruim pelo presidente do clube, Risto Niva.

## Seleção
Sari chamou a atenção do Sparta, ao jogar todas as sete partidas pela Nigéria na Copa do Mundo FIFA Sub-20 de 2005, na Holanda.
Kaita estreou na Seleção Nigeriana em 2005, mas as Águias não lograram classificação para a Copa do Mundo da Alemanha, em 2006. Depois, passou a ser uma das peças para o meio-campo nigeriano. Integrou a Seleção que disputou a Copa de 2010, na África do Sul. Foi expulso em uma partida contra a Grécia após chutar Vasilis Torosidis.  Isso o tornou o primeiro nigeriano a ser expulso em uma partida da Copa do Mundo, e a partida acabou com a Grécia ganhando de 3 a 0 e conseguindo seus primeiro gols e sua primeira vitória na Copa do Mundo.